# Vitprickig solfjäderstjärt
Vitprickig solfjäderstjärt (Rhipidura albogularis) är en fågel i familjen solfjäderstjärtar. Den är endemisk för Indien.

## Utseende
Vitprickig solfjäderstjärt är en 14,5–17 cm lång solfjäderstjärt. Fjäderdräkten är skifferbrun ovan, med skiffergrå vingar och likfärgad solfjäderformad stjärt med vita spetsar utom på de två mellersta stjärtpennorna. På huvudet syns ett smalt, vitt ögonbrynsstreck. På undersidan syns vit strupe, vitprickigt grått bröst och beigefärgad buk.
Vitstrupig solfjäderstjärt (R. albicollis), som albogularis tidigare ansågs vara en del av, är helt skiffergrå även på undersidan, utom på vita strupen. Liknande vitbrynad solfjäderstjärt (R. aureola) har bredare öfonbynsstreck, svartaktig strupe och vita fläckar på vingtäckarna.

## Utbredning och systematik
Vitprickig solfjäderstjärt delas upp i två underarter med följande utbredning:
- Rhipidura albogularis albogularis – Indiska halvön från Mt. Abu och Vindhyabergen söderut till Nilgiribergen
- Rhipidura albogularis vernayi – norra delen av Östra Ghats

Tidigare betraktades den som en underart till vitstrupig solfjäderstjärt (R. albicollis) och vissa gör det fortfarande.

## Status och hot
Arten har ett stort utbredningsområde, men tros minska i antal, dock inte tillräckligt kraftigt för att den ska betraktas som hotad. Internationella naturvårdsunionen IUCN listar arten som livskraftig (LC).